# فرودگاه سمپرنا
فرودگاه سمپرنا (به انگلیسی: Semporna Airport) (به زبان بومی: Lapangan Terbang Semporna) یک فرودگاه همگانی با کد یاتا SMM است که یک باند فرود شن دارد و طول باند آن ۶۰۹ متر است. این فرودگاه در کشور مالزی قرار دارد و در ارتفاع ۱۸ متری از سطح دریا واقع شده‌است.